# Jurij Susła
Jurij Fedorowycz Susła, ukr. Юрій Федорович Сусла, ros. Юрий Федорович Сусла, Jurij Fiodorowicz Susła (ur. 5 lutego 1934 w Pereczynie, w obwodzie zakarpackim, Czechosłowacja) – ukraiński piłkarz, grający na pozycji bramkarza, trener piłkarski.

## Kariera piłkarska

### Kariera klubowa
Rozpoczął karierę piłkarską w miejscowej drużynie Czerwona Zirka Pereczyn, skąd trafił do Spartaka Użhorod. W latach 1954–1956 służył w wojskowym klubie OBO Lwów. W 1957 został służbowo przeniesiony do stołecznego klubu CSKA Moskwa. Potem wrócił do SKA Lwów. W 1963 przeszedł do nowo założonego klubu Karpaty Lwów. W lwowskich klubach SKA i Karpaty ogółem spędził 12 lat.

## Kariera trenerska
Po zakończeniu kariery piłkarskiej rozpoczął karierę trenerską. Najpierw pomagał trenerowi w Karpatach Lwów. Od 1979 pracuje w SDJuSzOR Karpaty Lwów. To dzięki jemu wychowano takich bramkarzy jak: Witalij Postranski, Ołeh Wenczak, Rusłan Zabranski, Bohdan Kohut, Mykoła Sycz, Bohdan Szust.

## Sukcesy i odznaczenia

### Sukcesy trenerskie
- mistrz Pierwoj Ligi ZSRR: 1970 (jako asystent trenera)
- zdobywca Pucharu ZSRR: 1969 (jako asystent trenera)

### Odznaczenia
- tytuł Mistrz Sportu ZSRR: 1971.